# Październa
Październa (cz. Pazderna, niem. Pazdierna) – wieś gminna w kraju morawsko-śląskim, w powiecie Frýdek-Místek w Czechach. Miejscowość leży na historycznym Śląsku Cieszyńskim.

## Historia
Pierwsza pisemna wzmianka pochodzi z 1584, z dokumentu wystawionego podczas sprzedaży frydeckiego państwa stanowego przez biskupa ołomunieckiego Stanisława Pawłowskiego Bartłomiejowi z Wierzbna.
Według austriackiego spisu ludności z 1910 roku sama Pazdierna (bez przysiółka Neuhof) miała 357 mieszkańców i wszyscy byli czeskojęzyczni a także katolikami.